# Boulder Dash EX
Boulder Dash EX est un jeu vidéo d'action et de labyrinthe développé par Vision Works et édité par Kemco, sorti en 2002 sur Game Boy Advance.
Il fait partie de la série Boulder Dash.

## Accueil
- IGN : 7,5/10[1]